# Шостак, Сет
Сет Шостак (Seth Shostak, род. 20 июля 1943 года, Арлингтон, Виргиния) — американский астроном. Сотрудник Института SETI.

## Биография
Окончил Принстонский университет со степенью бакалавра физики. Степень доктора философии по астрофизике получил в Калифорнийском технологическом институте.
В 1972—1975 годах работал сначала в родном штате, а затем в Пенсильвании.
В 1975—1983 годах работал в астрономическом институте Гронингенского университета в Нидерландах, в 1983—1988 годах также работал в этой стране.
С 1988 года работает в Калифорнии. С 1991 года сотрудник Института SETI, с 2001 года старший астроном и с 2014 года директор центра SETI-исследований. Являлся председателем постоянного SETI-комитета Международной академии астронавтики.
Часто выступает по радио и ТВ, был замечен, в частности, на Discovery Channel, Learning Channel, History Channel, BBC, Nightline, The O'Reilly Factor, Good Morning America, Larry King Live, Coast to Coast AM, NPR, CNN News, National Geographic Television.
Автор более 60 научных работ по астрономии в реферируемых профессиональных журналах. Автор около 500 популяризаторских работ по тематике астрономии, техники, кино и телевидения.
Хобби — фотография, кинопроизводство и электроника.
С. Шостак полагает, что «любые инопланетяне, которых мы когда-либо найдём, скорее всего уже перешли от биологических мозгов к кибернетическим…».
Отмечен Klumpke-Roberts Award Тихоокеанского астрономического общества (2004) и Carl Sagan Prize for Science Popularization (2015).